# Galléros mongúz
A galléros mongúz (Herpestes semitorquatus) az emlősök (Mammalia) osztályának a ragadozók (Carnivora) rendjéhez, ezen belül a mongúzfélék (Herpestidae) családjához tartozó faj. Először azt hitték Örvös Mongúznak egy alfaja volt de Corbet és Hill (1992) kijelentette, hogy egyértelműen egy új fajról van szó

## Előfordulása
Borneó politikai megosztása miatt három országban, Indonéziában, Malajziában és Bruneiben honos.

## Fordítás
- Ez a szócikk részben vagy egészben  a   Collared Mongoose című angol Wikipédia-szócikk fordításán alapul.  Az eredeti cikk szerkesztőit annak laptörténete sorolja fel. Ez a jelzés csupán a megfogalmazás eredetét és a szerzői jogokat jelzi, nem szolgál a cikkben szereplő információk forrásmegjelöléseként.

## Külső hivatkozások
- A faj szerepel a Természetvédelmi Világszövetség Vörös Listáján. IUCN. (Hozzáférés: 2011. január 13.)